# Ante Rendić-Miočević
Ante Rendić-Miočević (Split, 1943.), hrvatski povjesničar umjetnosti, arheolog i muzejski savjetnik.
Osnovnu školu je završio u Splitu, gdje je započeo i klasičnu gimnaziju koju je završio u Zagrebu. Godine 1969. diplomirao je povijest umjetnosti i arheologiju na Filozofskom fakultetu u Zagrebu. Prvo radno iskustvo stječe u Arheološkom muzeju u Splitu, a nakon polaganja stručnog ispita 1973. zapošljava se u Arheološkom muzeju u Zagrebu kao kustos. Kasnije ostaje viši kustos, a od 1986. muzejski savjetnik.
Autor je ili suautor brojnih izložbenih projekata, među kojima su i "Blaga hrvatskih muzeja-Arheološki muzej Zagreb" u Arezzu i Torinu te autor izložbe koja je obilježila 150. obljetnicu Arheološkoga muzeja s naslovom "Muzeopis". Bio je član Hrvatskog muzejskog vijeća, Povjerenstva za izradu prijedloga muzejskog zakona, mnogobrojnih komisija, te Upravnog vijeća Hrvatskoga povijesnog muzeja, a od 2002. i dopisni je član uglednoga Njemačkog arheološkog instituta (DAI) u Berlinu.
Za svoj rad nagrađen je Redom Danice hrvatske s likom Marka Marulića.